# Hysterothylacium cornutum
Hysterothylacium cornutum är en rundmaskart som först beskrevs av Stossich 1904.  Hysterothylacium cornutum ingår i släktet Hysterothylacium, och familjen Anisakidae. Arten är reproducerande i Sverige.